# Castelnuovo Rasun
Castelnuovo Rasun o anche Castel Neurasen (in tedesco Burg Neurasen) è un castello medievale in rovina che si trova vicino al paese di Rasun di Sotto (Niederrasen) nel comune di Rasun Anterselva in Alto Adige.

## Storia
I signori di Rasun erano ministeriali dei principi vescovi di Bressanone e per questo furono coinvolti negli scontri con i conti di Tirolo della prima metà del XIII secolo.
Verso il 1230 a seguito di una battaglia, il ramo principale della famiglia perse il possesso del loro castello natio, Castelvecchio Rasun. Senza perdersi d'animo costruirono un nuovo castello dall'altra parte della valle, Castelnuovo Rasun.
Intanto nel vecchio castello si era insediato un ramo minore della stessa famiglia, più favorevole ai conti di Tirolo. Questo provoco una faida interna che crebbe sempre più, tanto che nel 1248 si arrivò al rapimento di Rodolfo di Rasun, feudatario di Castelvecchio, da parte di Ulrich di Rasun signore del nuovo castello. Solo attraverso l'intervento del vescovo Egno di Bressanone e il pagamento di un riscatto, Ulrich fu liberato.
Nel 1325 la faida raggiunse un nuovo apice, tanto che Castelnuovo Rasun fu distrutto ma ben presto ricostruito.
Nel 1345 il castello fu venduto al vescovo di Bressanone, che nel 1365 lo concesse in pegno a Friedrich e Hugo von Lienz. Questi diventarono in seguito vassalli del conte Mainardo di Gorizia che quindi nel 1370 dichiarò il castello di sua proprietà. Per risposta nel 1371 il vescovo di Bressanone diede in feudo il castello a un suo uomo di fiducia, Hans di Villandro. Il conte di Gorizia mosse quindi contro il castello, espugnandolo con la forza e catturando Hans di Villandro. Per dirimere la questione si ricorse alla mediazione di Bertoldo di Gudon che diede ragione al conte di Gorizia. La diatriba però non terminò così, ma si trascinò per altri 20 anni finché il vescovo di Bressanone non rientrò in possesso del castello.
Nel 1499 in previsione di un'invasione turca della Val Pusteria, il castello, caduto in rovina, fu profondamente rinnovato fino a raggiungere la struttura attuale.
Nel 1522 fu dato in feudo a Stefan Lercher, segretario dei vescovi di Bressanone, che però nel 1541 dovette restituirlo a causa degli ingenti debiti che aveva contratto.
In seguito il castello passò ai Welsperg che però lo trascurarono e alla loro estinzione, verso il XVII secolo, era già ridotto a una rovina.
Recentemente tra il 2000 e il 2004 le rovine sono state ristrutturate dalla provincia e rese più accessibili.

## Descrizione
Il castello è composto da un mastio del XIV secolo alto 17 metri che sorge su una collinetta, e da un palazzo residenziale con cisterna del XVI secolo. Il tutto è circondato da mura.
È liberamente visitabile e raggiungibile con un comodo sentiero da Rasun di Sotto.